# Góra Zamkowa (Kijów)
Góra Zamkowa  (ukr. Замкова Гора) – wzgórze w Kijowie, na Ukrainie, zabytkowy obiekt w centrum miasta. To miejsce nazywa się „Zamkowa”, ponieważ od czasów litewskiego księcia Witolda Kiejstutowicza istniał tu zamek obronny. 

## Historia
W czasach I Rzeczypospolitej do 1649 roku mieściła się tutaj siedziba wojewodów kijowskich. W latach 30. XVII wieku kasztelan Adam Kisiel wybudował tu murowaną piętrową rezydencję na planie czworoboku. W XVIII wieku na wzgórzu powstał cmentarz (obecnie opuszczony).
Teraz jest niewielkim parkiem krajobrazowym w Padole, wciąż zawierających interesujące zabytki. Góra Zamkowa jest również jednym z dwóch wzgórz leżących nad Andrijiwśkyj uzwiz.